# Edward Meyrick
Edward Meyrick FRS (25 de noviembre de 1854, en Ramsbury - 31 de marzo de 1938, en Thornhanger, Marlborough) fue un maestro de escuela inglés y entomólogo aficionado. Era un experto en microlepidópteros y algunos lo consideran uno de los fundadores de la sistemática moderna de microlepidópteros.

## Vida y trabajo
Edward Meyrick provenía de una familia clerical galesa y nació en Ramsbury en Kennet. Fue educado en Marlborough College y Trinity College, Cambridge. Se dedicó activamente a su afición durante sus estudios, y un colega declaró en 1872 que Meyrick "no ha dejado sin examinar una lámpara, una empalizada o un árbol en el que una polilla pudiera, en cualquier etapa de su existencia, esconderse". Meyrick comenzó a publicar notas sobre microlepidópteros en 1875, pero cuando en diciembre de 1877 obtuvo un puesto en The King's School, Parramatta, Nueva Gales del Sur, hubo mayores oportunidades para satisfacer su interés. Permaneció en Australia durante diez años (desde 1877 hasta finales de 1886) trabajando en la Sydney Grammar School antes de regresar a Inglaterra para enseñar clásicos en Marlborough College y convertirse en miembro correspondiente de la Linnean Society of New South Wales. Fue autor del Handbook of British Lepidoptera (1895) y de Exotic Microlepidoptera (marzo de 1912 - noviembre de 1937), este último compuesto por cuatro volúmenes completos y parte de un quinto. También escribió varios artículos breves.
Meyrick fue miembro del Partido Conservador durante toda su vida y pasó doce años como presidente de la Asociación Unionista de East Wilts.
Meyrick era miembro de la Royal Entomological Society de Londres y miembro de la Royal Society. Durante su vida, pudo haber descrito más de 20.000 especies de lepidópteros. Su enorme colección de especímenes (más de 100.000) se encuentra en el Museo de Historia Natural de Londres. Se cree que había recolectado más especímenes que nadie Fomentó los estudios científicos por parte de aficionados y en un artículo de 1898, "Trabajo científico en sociedades locales", señaló líneas de investigación para los miembros de las Sociedades de Historia Natural. Sus estudios sobre los lepidópteros australianos y neozelandeses le llevaron a sugerir que los dos no estaban anteriormente conectado. Hizo uso de ideas similares a las leyes de Dollo para postular principios que se utilizarían para examinar la evolución de los lepidópteros. En su Handbook of British Lepidoptera (1895) afirmó que (1) No se puede producir ningún órgano nuevo excepto como modificación de alguna estructura previamente existente; (2) un órgano perdido no se puede recuperar; y (3) un órgano rudimentario rara vez se vuelve a desarrollar.
Edward Mayrick murió después de una breve enfermedad y está enterrado en el cementerio de Ramsbury, Wiltshire.